# Berijew MDR-5
Die Berijew MDR-5 (russisch Бериев МДР-5, auch Berijew MS-5, МС-5) ist ein zweimotoriges Flugboot in Schulterdecker-Auslegung des sowjetischen Herstellers Berijew. Der Erstflug erfolgte im Mai 1938.

## Entwicklung
Die Motoren, die je einen Metallpropeller WISch-3 antrieben, befanden sich an der Tragflügelvorderkante unter NACA-Hauben. Unter dem Tragflügel waren Stützschwimmer angebracht. Der Tragflügel selbst war am Rumpf mit Streben befestigt. Die Maschine und der Tragflügel waren aus Metall gebaut, lediglich eine Klappe und Ruder waren mit Stoff bespannt.
Der Einsatz sollte als bewaffneter Langstreckenseeaufklärer erfolgen. Die Bewaffnung bestand aus drei SchKAS-Maschinengewehren Kaliber 7,62 mm. Des Weiteren konnten insgesamt 1000 kg an Abwurfbewaffnung mitgeführt werden.
Es wurden 1938 zwei Maschinen gebaut, eine zweite als Amphibienflugzeug. Während der Erprobung erwies sich die Maschine als nicht seetauglich. Das Fahrwerk wurde wieder ausgebaut und der Rumpfbug etwa 30 cm verlängert.
Die Flugleistungen waren ansprechend, jedoch war die Reichweite für einen Seeaufklärer ungenügend. Grund war die hohe Leermasse der Maschine. Stattdessen wurde die Tschetwerikow MDR-6 in Serie genommen.
Die Maschinen wurden noch bis 1943 zu Transportzwecken eingesetzt.

## Technische Daten

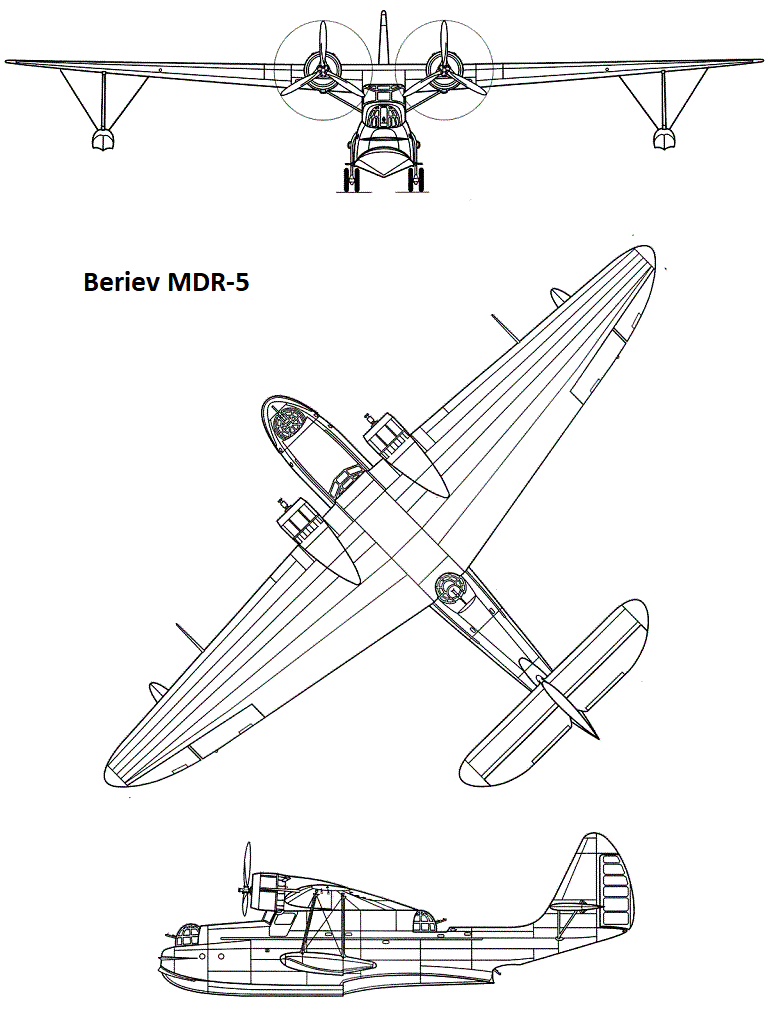
Dreiseitenansicht

| Kenngröße             | Daten                                         |
| --------------------- | --------------------------------------------- |
| Besatzung             | 5                                             |
| Länge                 | 15,88 m                                       |
| Spannweite            | 25,00 m                                       |
| Flügelfläche          | 78,5 m²                                       |
| Flügelstreckung       | 8,0                                           |
| Leermasse             | 6038 kg                                       |
| Startmasse            | 8000 kg                                       |
| Antrieb               | zwei Sternmotoren M-87                        |
| Leistung              | 840 PS (618 kW) 950 PS (699 kW) Startleistung |
| Höchstgeschwindigkeit | 283 km/h in Bodennähe 345 km/h in 5250 m      |
| Landegeschwindigkeit  | 120 km/h                                      |
| Steigleistung         | 3,6 min auf 1000 m 21 min auf 5000 m Höhe     |
| Dienstgipfelhöhe      | 8150 m                                        |
| Reichweite            | 2415 km                                       |